# Teen Titans (jeu vidéo)
Teen Titans est un jeu vidéo d'action développé par Artificial Mind and Movement, édité par THQ et Majesco Entertainment, sorti à partir de 2005 sur PlayStation 2, GameCube, Xbox et Game Boy Advance. Il est basé sur la série d'animation Teen Titans : Les Jeunes Titans. Il a pour suite Teen Titans 2.

## Accueil
- GameSpot : 7,1/10 (PS2/XB)[1]